# Ernst Thunholm
Ernst August Thunholm, född 2 oktober 1873 i Frustuna socken, död 16 april 1931 i Tureberg, Sollentuna församling, var en svensk affärsman.
Ernst Thunholm var son till lantbrukaren Carl Gustaf Thunholm och Hedvig Sofia Persdotter. Han studerade vid Karlskoga praktiska läroverk och hade 1892–1904 praktik i handel. 1904–1918 drev han en diversehandel i Västerås. Han ägnade sig tidigt med iver åt köpmännens föreningsliv. Från 1908 var han ordförande i Sveriges minuthandlares riksförbund, och då detta förbund slogs ihop med Sveriges allmänna handelsförening till Sveriges köpmannaförbund blev Thunholm ordförande och vice VD i den nya organisationen. Han kvarstod där till sin död. 1912–1931 var han redaktör och ansvarig utgivare för fackorganet Köpmannen. Sedan han 1918 flyttat till Stockholm var han VD i Olycksfallsförsäkringsaktiebolaget Mercur 1918–1931. Han var också styrelseledamot i Aftonbladets AB 1930–1931. Under sin Västeråstid tillhörde han stadsfullmäktige 1910–1913.